# 2018-as rövid pályás úszó-világbajnokság
A 2018-as rövid pályás úszó-világbajnokságot a kínai Hangcsou városában rendezték december 11. és december 16. között.

## A helyszín kiválasztása

### Pályázók
| Pályázó országok        | Rendező város | Eredmény          |
| ----------------------- | ------------- | ----------------- |
| Peru                    | Lima          |                   |
| Kína                    | Hangcsou      | a győztes pályázó |
| Egyesült Arab Emírségek |               |                   |

A helyszínről a 2014-es rövid pályás úszó-világbajnokságnak otthont adó Dohában döntöttek. A győztes pályázó mellett még a perui főváros, Lima, továbbá – meg nem nevezett várossal – az  Egyesült Arab Emírségek versengett.

## Éremtáblázat
*    Kína (rendező)
  *    Magyarország
| Helyezés             | Nemzet                  | Arany | Ezüst | Bronz | Összesen |
| -------------------- | ----------------------- | ----- | ----- | ----- | -------- |
| 1.                   | Egyesült Államok        | 17    | 15    | 4     | 36       |
| 2.                   | Oroszország             | 6     | 5     | 3     | 14       |
| 3.                   | Magyarország*           | 4     | 1     | 0     | 5        |
| 4.                   | Hollandia               | 3     | 6     | 2     | 11       |
| 5.                   | Kína*                   | 3     | 5     | 5     | 13       |
| 6.                   | Dél-afrikai Köztársaság | 3     | 2     | 2     | 7        |
| 7.                   | Ausztrália              | 2     | 2     | 8     | 12       |
| 8.                   | Japán                   | 2     | 1     | 5     | 8        |
| 9.                   | Brazília                | 2     | 0     | 6     | 8        |
| 10.                  | Jamaica                 | 2     | 0     | 1     | 3        |
| 11.                  | Litvánia                | 1     | 2     | 0     | 3        |
| 12.                  | Ukrajna                 | 1     | 0     | 0     | 1        |
| 13.                  | Olaszország             | 0     | 3     | 4     | 7        |
| 14.                  | Fehéroroszország        | 0     | 2     | 0     | 2        |
| 15.                  | Norvégia                | 0     | 1     | 1     | 2        |
| 16.                  | Ausztria                | 0     | 1     | 0     | 1        |
| 17.                  | Nagy-Britannia          | 0     | 0     | 1     | 1        |
| 17.                  | Franciaország           | 0     | 0     | 1     | 1        |
| 17.                  | Lengyelország           | 0     | 0     | 1     | 1        |
| 17.                  | Németország             | 0     | 0     | 1     | 1        |
| 17.                  | Belgium                 | 0     | 0     | 1     | 1        |
| 17.                  | Trinidad és Tobago      | 0     | 0     | 1     | 1        |
| 17.                  | Írország                | 0     | 0     | 1     | 1        |
| Összesen (23 nemzet) | Összesen (23 nemzet)    | 46    | 46    | 48    | 140      |

## Eredmények
- WR – világrekord
- CR – világbajnoki rekord
- WJ – ifjúsági világrekord
- AF – Afrika-rekord
- AM – Amerika-rekord
- SA – Dél-amerikai-rekord
- AS – Ázsia-rekord
- ER – Európa-rekord
- OC – Óceánia-rekord
- NR – országos rekord

A váltó versenyszámoknál a csillaggal jelölt versenyzők az előfutamokban szerepeltek.

### Férfiak
| Versenyszám                  | Arany | Arany           | Ezüst | Ezüst      | Bronz | Bronz       |
| ---------------------------- | --- | --------------- | --- | ---------- | --- | ----------- |
| 50 m gyorsúszás              | Vlagyimir Morozov · Oroszország | 20,33           | Caeleb Dressel · Egyesült Államok | 20,54      | Brad Tandy · Dél-afrikai Köztársaság | 20,94       |
| 100 m gyorsúszás             | Caeleb Dressel · Egyesült Államok | 45,62 NR        | Vlagyimir Morozov · Oroszország | 45,64      | Chad le Clos · Dél-afrikai Köztársaság | 45,89       |
| 200 m gyorsúszás             | Blake Pieroni · Egyesült Államok | 1:41,49         | Danas Rapšys · Litvánia | 1:41,78    | Alexander Graham · Ausztrália | 1:42,28     |
| 400 m gyorsúszás             | Danas Rapšys · Litvánia | 3:34,01 CR      | Henrik Christiansen · Norvégia | 3:36,64 NR | Gabriele Detti · Olaszország | 3:37,54     |
| 1500 m gyorsúszás            | Mihajlo Romancsuk · Ukrajna | 14:09,14 CR, NR | Gregorio Paltrinieri · Olaszország | 14:09,87   | Henrik Christiansen · Norvégia | 14:19,39 NR |
| 50 m hátúszás                | Jevgenyij Rilov · Oroszország | 22,58 NR        | Ryan Murphy · Egyesült Államok | 22,63      | Shane Ryan · Írország | 22,76 NR    |
| 100 m hátúszás               | Ryan Murphy · Egyesült Államok | 49,23           | Hszü Csia-jü (Xu Jiayu) · Kína | 49,26      | Kliment Kolesznyikov · Oroszország | 49,40       |
| 200 m hátúszás               | Jevgenyij Rilov · Oroszország | 1:47,02         | Ryan Murphy · Egyesült Államok | 1:47,34    | Radosław Kawęcki · LengyelországMitch Larkin · Ausztrália | 1:48,25     |
| 50 m mellúszás               | Cameron van der Burgh · Dél-afrikai Köztársaság | 25,41 CR        | Ilja Simanovics · Fehéroroszország | 25,77 NR   | Felipe Lima · Brazília | 25,80       |
| 100 m mellúszás              | Cameron van der Burgh · Dél-afrikai Köztársaság | 56,01 CR        | Ilja Simanovics · Fehéroroszország | 56,10      | Yasuhiro Koseki · Japán | 56,13 AS    |
| 200 m mellúszás              | Kirill Prigoda · Oroszország | 2:00,16 WR      | Qin Haiyang · Kína | 2:01,15 AS | Marco Koch · Németország | 2:01,42     |
| 50 m pillangóúszás           | Nicholas Santos · Brazília | 21,81 CR        | Chad le Clos · Dél-afrikai Köztársaság | 21,97      | Dylan Carter · Trinidad és Tobago | 22,38 NR    |
| 100 m pillangóúszás          | Chad le Clos · Dél-afrikai Köztársaság | 48,50           | Caeleb Dressel · Egyesült Államok | 48,71      | Li Zhuhao · Kína | 49,25 AS    |
| 200 m pillangóúszás          | Szeto Daija · Japán | 1:48,24 WR      | Chad le Clos · Dél-afrikai Köztársaság | 1:48,32 AF | Li Zhuhao · Kína | 1:50,39     |
| 100 m vegyes úszás           | Kliment Kolesznyikov · Oroszország | 50,63 CR, WJ    | Marco Orsi · Olaszország | 51,03      | Hiromasa Fujimori · Japán | 51,53       |
| 200 m vegyes úszás           | Vang Sun (Wang Shun) · Kína | 1:51,01         | Josh Prenot · Egyesült Államok | 1:52,69    | Hiromasa Fujimori · Japán | 1:52,73     |
| 400 m vegyes úszás           | Daiya Seto · Japán | 3:56,43         | Thomas Fraser-Holmes · Ausztrália | 4:02,74    | Brandonn Almeida · Brazília | 4:03,71     |
| 4 × 50 m gyorsúszás váltó    | Egyesült Államok · Caeleb Dressel (20,43) AM · Ryan Held (20,25) · Jack Conger (20,59) · Michael Chadwick (20,53) · Michael Andrew* · Michael Jensen* · Kyle DeCoursey*        | 1:21,80 WR      | Oroszország · Vlagyimir Morozov (20,39) · Evgeny Sedov (20,82) · Ivan Kuzmenko (20,64) · Jevgenyij Rilov (20,37) · Kliment Kolesznyikov* · Szergej Feszikov*                                                | 1:22,22 NR | Olaszország · Santo Condorelli (21,27) · Andrea Vergani (20,44) · Lorenzo Zazzeri (20,57) · Alessandro Miressi (20,62)                                           | 1:22,90 NR  |
| 4 × 100 m gyorsúszás váltó   | Egyesült Államok · Caeleb Dressel (45,66) · Blake Pieroni (45,75) · Michael Chadwick (45,86) · Ryan Held (45,76) · Kyle DeCoursey* · Michael Jensen* · Matt Grevers*           | 3:03,03 WR      | Oroszország · Vlagyiszlav Grinyov (46,38) · Szergej Feszikov (46,21) · Vlagyimir Morozov (45,06) · Kliment Kolesznyikov (45,46) · Jevgenyij Rilov* · Ivan Kuzmenko* · Mihail Vekoviscsev* · Ivan Girjov*    | 3:03,11 ER | Brazília · Matheus Santana (46,83) · Marcelo Chierighini (46,37) · César Cielo Filho (46,34) · Breno Correia (45,61)                                             | 3:05,15 SA  |
| 4 × 200 m gyorsúszás váltó   | Brazília · Luiz Altamir Melo (1:42,03) · Fernando Scheffer (1:40,99) · Leonardo Coelho Santos (1:42,81) · Breno Correia (1:40,98) · Leonardo de Deus*                          | 6:46,81 WR      | Oroszország · Martyin Maljutyin (1:42,34) · Mihail Vekoviscsev (1:41,57) · Ivan Girjov (1:41,85) · Alekszandr Krasznih (1:41,08) · Mihail Dovgaljuk* · Vlagyiszlav Grinyov*                                 | 6:46,84 ER | Kína · Ji Xinjie (1:42,67) · Hszü Csia-jü (Xu Jiayu) (1:41,68) · Szun Jang (Sun Yang) (1:41,25) · Vang Sun (Wang Shun) (1:41,93) · Shang Keyuan* · Qian Zhiyong* | 6:47,53 AS  |
| 4 × 50 m vegyes úszás váltó  | Oroszország · Kliment Kolesznyikov (22,87) · Oleg Kostin (25,36) · Mihail Vekoviscsev (22,09) · Jevgenyij Rilov (20,22) · Kirill Prigoda* · Roman Shevliakov* · Ivan Kuzmenko* | 1:30,54         | Egyesült Államok · Ryan Murphy (22,73) · Michael Andrew (26,16) · Caeleb Dressel (21,70) · Ryan Held (20,31) · Matt Grevers* · Andrew Wilson* · Jack Conger* · Michael Chadwick*                            | 1:30,90    | Brazília · Guilherme Guido (22,97) · Felipe Lima (25,48) · Nicholas Santos (22,02) · César Cielo Filho (21,02) · Matheus Santana*                                | 1:31,49     |
| 4 × 100 m vegyes úszás váltó | Egyesült Államok · Ryan Murphy (49,63) · Andrew Wilson (56,84) · Caeleb Dressel (48,28) · Ryan Held (45,23) · Matt Grevers* · Michael Andrew* · Jack Conger* · Blake Pieroni*  | 3:19,98 CR, AM  | Oroszország · Kliment Kolesznyikov (49,62) · Kirill Prigoda (55,98) · Mihail Vekoviscsev (50,00) · Vlagyimir Morozov (45,01) · Andrey Shabasov* · Oleg Kostin* · Alexandr Kharlanov* · Vlagyiszlav Grinyov* | 3:20,61    | Japán · Ryosuke Irie (49,95) · Yasuhiro Koseki (55,91) · Takeshi Kawamoto (49,58) · Katsumi Nakamura (45,63) · Yuma Edo*                                         | 3:21,07 AS  |

### Nők
| Versenyszám                  | Arany | Arany          | Ezüst | Ezüst      | Bronz | Bronz      |
| ---------------------------- | --- | -------------- | --- | ---------- | --- | ---------- |
| 50 m gyorsúszás              | Ranomi Kromowidjojo · Hollandia | 23,19 CR       | Femke Heemskerk · Hollandia | 23,67      | Etiene Medeiros · Brazília | 23,76 AM   |
| 100 m gyorsúszás             | Ranomi Kromowidjojo · Hollandia | 51,14 CR       | Femke Heemskerk · Hollandia | 51,60      | Mallory Comerford · Egyesült Államok | 51,63 AM   |
| 200 m gyorsúszás             | Ariarne Titmus · Ausztrália | 1:51,38 OC     | Mallory Comerford · Egyesült Államok | 1:51,81    | Femke Heemskerk · Hollandia | 1:52,36    |
| 400 m gyorsúszás             | Ariarne Titmus · Ausztrália | 3:53,92 WR     | Wang Jianjiahe · Kína | 3:54,56    | Li Bingjie · Kína | 3:57,99    |
| 800 m gyorsúszás             | Wang Jianjiahe · Kína | 8:04,35        | Simona Quadarella · Olaszország | 8:08,03    | Leah Smith · Egyesült Államok | 8:08,75    |
| 50 m hátúszás                | Olivia Smoliga · Egyesült Államok | 25,88 NR       | Caroline Pilhatsch · Ausztria | 25,99 NR   | Holly Barratt · Ausztrália | 26,04      |
| 100 m hátúszás               | Olivia Smoliga · Egyesült Államok | 56,19          | Hosszú Katinka · Magyarország | 56,26      | Georgia Davies · Nagy-BritanniaMinna Atherton · Ausztrália                                                                                     | 56,74      |
| 200 m hátúszás               | Lisa Bratton · Egyesült Államok | 2:00,71        | Kathleen Baker · Egyesült Államok | 2:00,79    | Emily Seebohm · Ausztrália | 2:01,37    |
| 50 m mellúszás               | Alia Atkinson · Jamaica | 29,05          | Rūta Meilutytė · Litvánia | 29,38      | Martina Carraro · Olaszország | 29,59      |
| 100 m mellúszás              | Alia Atkinson · Jamaica | 1:03,51        | Katie Meili · Egyesült Államok | 1:03,63    | Jessica Hansen · Ausztrália | 1:04,61    |
| 200 m mellúszás              | Annie Lazor · Egyesült Államok | 2:18,32        | Bethany Galat · Egyesült Államok | 2:18,62    | Fanny Lecluyse · Belgium | 2:18,85    |
| 50 m pillangóúszás           | Ranomi Kromowidjojo · Hollandia | 24,47 CR, NR   | Holly Barratt · Ausztrália | 24,80      | Kelsi Dahlia · Egyesült Államok | 24,97      |
| 100 m pillangóúszás          | Kelsi Dahlia · Egyesült Államok | 55,01          | Kendyl Stewart · Egyesült Államok | 56,22      | Daiene Dias · Brazília | 56,31 SA   |
| 200 m pillangóúszás          | Hosszú Katinka · Magyarország | 2:01,60        | Kelsi Dahlia · Egyesült Államok | 2:01,73 AM | Suzuka Hasegawa · Japán | 2:04,04    |
| 100 m vegyes úszás           | Hosszú Katinka · Magyarország | 57,26          | Runa Imai · Japán | 57,85      | Alia Atkinson · Jamaica | 58,11      |
| 200 m vegyes úszás           | Hosszú Katinka · Magyarország | 2:03,25        | Melanie Margalis · Egyesült Államok | 2:04,62    | Kathleen Baker · Egyesült Államok | 2:05,54    |
| 400 m vegyes úszás           | Hosszú Katinka · Magyarország | 4:21,40        | Melanie Margalis · Egyesült Államok | 4:25,84    | Fantine Lesaffre · Franciaország | 4:27,31    |
| 4 × 50 m gyorsúszás váltó    | Egyesült Államok · Madison Kennedy (24,05) · Mallory Comerford (23,28) · Kelsi Dahlia (23,37) · Erika Brown (23,33) · Lia Neal* · Olivia Smoliga* · Veronica Burchill*                   | 1:34,03 CR, AM | Hollandia · Ranomi Kromowidjojo (23,60) · Femke Heemskerk (23,32) · Kim Busch (23,84) · Valerie van Roon (23,79) · Maaike de Waard*                         | 1:34,55    | Ausztrália · Holly Barratt (24,04) · Emily Seebohm (24,10) · Minna Atherton (24,02) · Carla Buchanan (24,18) · Ariarne Titmus*                 | 1:36,34    |
| 4 × 100 m gyorsúszás váltó   | Egyesült Államok · Olivia Smoliga (52,71) · Lia Neal (52,58) · Mallory Comerford (51,09) · Kelsi Dahlia (51,40) · Veronica Burchill* · Erika Brown*                                      | 3:27,78        | Hollandia · Kim Busch (53,19) · Femke Heemskerk (50,93) · Maaike de Waard (53,13) · Ranomi Kromowidjojo (50,77) · Valerie van Roon*                         | 3:28,02    | Kína · Zhu Menghui (52,58) · Yang Junxuan (52,28) · Liu Xiaohan (53,26) · Wang Jingzhuo (52,80)                                                | 3:30,92    |
| 4 × 200 m gyorsúszás váltó   | Kína · Li Bingjie (1:54,56) · Yang Junxuan (1:53,06) · Zhang Yuhan (1:53,94) · Wang Jianjiahe (1:52,52) · Ai Yanhan* · Liu Xiaohan*                                                      | 7:34,08 AS     | Egyesült Államok · Leah Smith (1:55,85) · Mallory Comerford (1:53,00) · Melanie Margalis (1:53,59) · Erika Brown (1:52,86) · Lia Neal* · Veronica Burchill* | 7:35,30 NR | Ausztrália · Ariarne Titmus (1:52,22) · Minna Atherton (1:54,73) · Carla Buchanan (1:54,82) · Abbey Harkin (1:54,63)                           | 7:36,40 OC |
| 4 × 50 m vegyes úszás váltó  | Egyesült Államok · Olivia Smoliga (25,97) · Katie Meili (29,29) · Kelsi Dahlia (24,02) · Mallory Comerford (23,10) · Kathleen Baker* · Kendyl Stewart* · Erika Brown*                    | 1:42,38 WR     | Kína · Fu Yuanhui (26,20) · Suo Ran (29,63) · Wang Yichun (24,84) · Wu Yue (23,64)                                                                          | 1:44,31 AS | Hollandia · Maaike de Waard (26,46) · Kim Busch (30,73) · Ranomi Kromowidjojo (24,21) · Femke Heemskerk (23,17)                                | 1:44,57    |
| 4 × 100 m vegyes úszás váltó | Egyesült Államok · Olivia Smoliga (55,86) · Katie Meili (1:03,52) · Kelsi Dahlia (54,89) · Mallory Comerford (51,31) · Kathleen Baker* · Melanie Margalis* · Kendyl Stewart* · Lia Neal* | 3:45,58 CR     | Kína · Fu Yuanhui (56,86) · Shi Jinglin (1:03,97) · Zhang Yufei (56,21) · Zhu Menghui (51,76) · Wang Yichun* · Yang Junxuan*                                | 3:48,80    | Olaszország · Margherita Panziera (58,39) · Martina Carraro (1:04,47) · Elena Di Liddo (56,41) · Federica Pellegrini (52,11) · Ilaria Bianchi* | 3:51,38 NR |

### Vegyes
| Versenyszám                 | Arany | Arany      | Ezüst | Ezüst      | Bronz | Bronz      |
| --------------------------- | --- | ---------- | --- | ---------- | --- | ---------- |
| 4 × 50 m gyorsúszás váltó   | Egyesült Államok · Caeleb Dressel (20,43) · Ryan Held (20,60) · Mallory Comerford (23,44) · Kelsi Dahlia (23,42) · Michael Andrew* · Michael Chadwick* · Olivia Smoliga* · Madison Kennedy* | 1:27,89 WR | Hollandia · Jesse Puts (21,17) · Stan Pijnenburg (21,18) · Ranomi Kromowidjojo (23,09) · Femke Heemskerk (23,07) · Kim Busch* · Valerie van Roon* | 1:28,51    | Oroszország · Vlagyimir Morozov (20,75) · Jevgenyij Szedov (20,66) · Marija Kamenyeva (23,66) · Rozalija Naszretgyinova (23,66) · Jevgenyij Rilov* · Ivan Kuzmenko* · Arina Szurkova* | 1:28,73    |
| 4 × 50 m vegyes úszás váltó | Egyesült Államok · Olivia Smoliga (25,85) · Michael Andrew (25,75) · Kelsi Dahlia (24,71) · Caeleb Dressel (20,09) · Ryan Murphy* · Katie Meili* · Kendyl Stewart* · Michael Chadwick*      | 1:36,40 WR | Hollandia · Jesse Puts (23,87) · Ties Elzerman (26,01) · Ranomi Kromowidjojo (24,27) · Femke Heemskerk (22,90) · Maaike de Waard* · Kim Busch*    | 1:37,05 ER | Oroszország · Kliment Kolesznyikov (22,97) · Oleg Kosztyin (25,52) · Rozalija Naszretgyinova (25,23) · Marija Kamenyeva (23,61) · Jevgenyij Rilov* · Arina Szurkova*                  | 1:37,33 NR |